# اقتصاد بلاروس

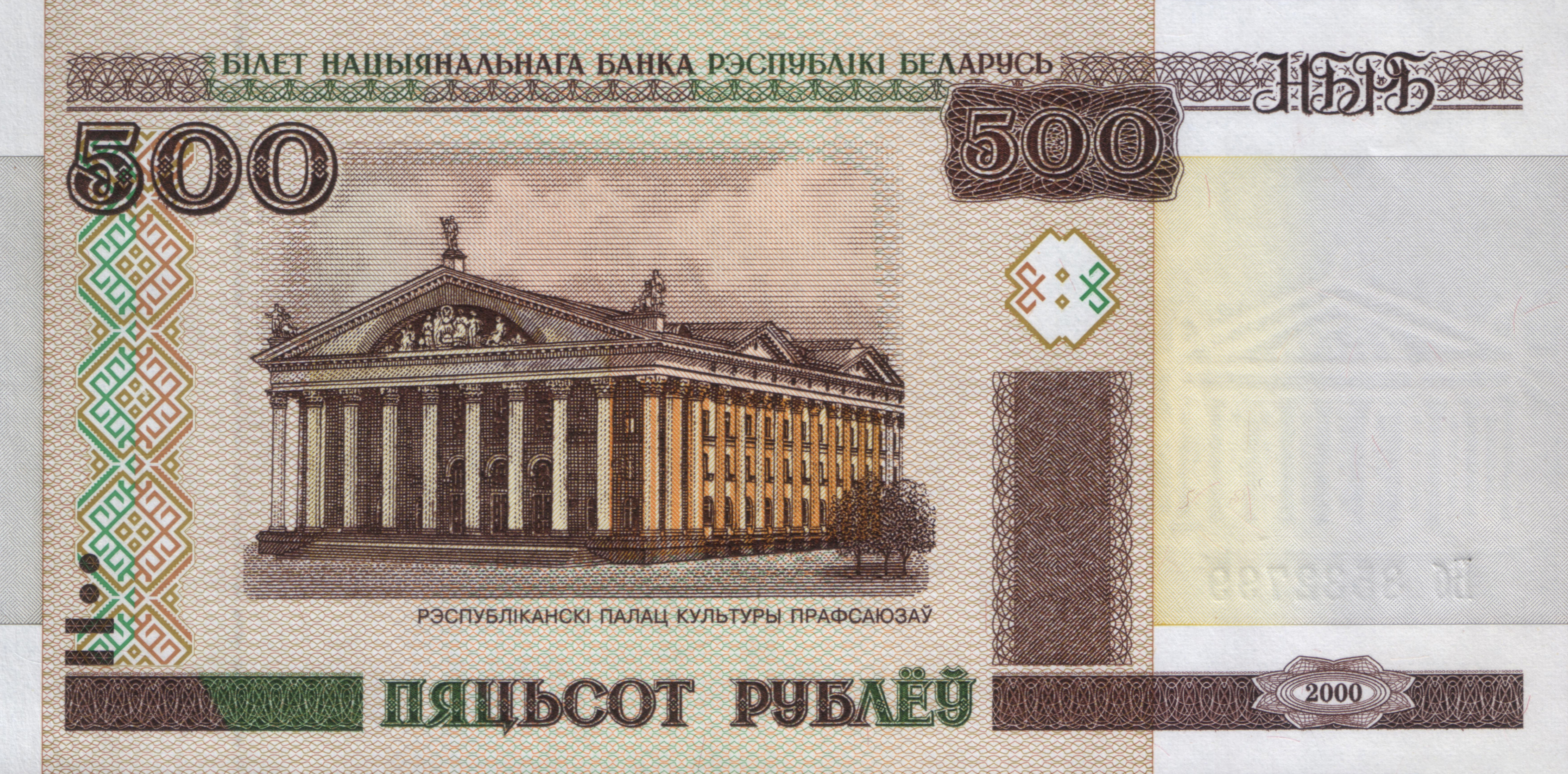
واحد پول ملی ،(BYB/BYR) تنزل اسکناس ۲۰۰۰روبلی به ۵۰۰ روبل بلاروس

اقتصاد بلاروس تحت فشار اوضاع سیاسی داخل این جمهوری است. این فشار عمدتاً به شکل تحریم‌ها علیه این کشور یا رهبری بلاروس، احساس می‌شود. در حقیقت، پس از شکست انقلاب مخملی در بلاروس، این کشور با تحریم‌های گسترده‌ای از سوی اروپا و آمریکا روبه‌رو شده‌است.
اقتصاد بلاروس صادرات محور بوده و جهت کسب در آمد بیشتر، حدود ۶۰ درصد تولیدات این کشور صادر می‌شود و به‌عنوان‌مثال قرار می‌بود در سال ۲۰۱۲ میلادی به بیش از ۶۵ درصد افزایش یابد و به همین دلیل، دولت بلاروس تسهیلات بیشتری را برای تولیدکنندگان محصولات جایگزین کالاهای وارداتی در نظر گرفته‌است، نظام اقتصادی تا حدود ٪۸۰ تحت کنترل دولت قرار دارد، و از زمان اتحاد شوروی تاکنون چنین بوده‌است. این کشور از لحاظ اقتصادی نسبتاً با ثبات است، اما تا حدود زیادی در تأمین مواد خام به متحد نزدیک خود روسیه وابسته است. صنعت و کشاورزی عمدتاً در دست دولت قرار دارد. بنابراین بلاروس یکی از معدودترین بازمانده‌های اقتصادهای ملی با سرمایه‌گذاری دولتی می‌باشد. کشاورزی تحت کنترل کشت اشتراکی با زیربخش‌های عمده کشت سیب زمینی و پرورش دام است.
از لحاظ تاریخی مهم‌ترین شعب صنعت شامل منسوجات و فرآوری چوب (جنگلی) می‌باشد. پس از سال۱۹۶۵، ایجاد صنعت سنگین و مهندسی مکانیک (تراکتور، یخچال) عمدتاً سبب ارتقاء توسعه صنعتی گردید. در داخل اتحاد شوروی، بلاروس یکی از توسعه یافته‌ترین جمهوری‌ها از لحاظ صنعتی بود. به لحاظ اقتصادی، بلاروس خود در همسود کشورهای مستقل، مجمع اقتصادی اوراسیا و اتحادیه روسیه و بلاروس شرکت دارد. پس از سال۱۹۹۰، با عرضه ساختارهای بازار آزاد به داخل اتحاد شوروی پیشین، تولید صنعتی شناور گردید. اما، رشد اقتصادی در سال ۱۹۹۶ به آن بازگشت و بلاروس در سال۲۰۰۱ اولین کشور از گروه کشورهای مستقل همسود (CIS) بود که به سطوح تولید صنعتی و کشاورزی سال۱۹۹۰رسید.
تولید ناخالص ملی برای سال۲۰۰۵ (تخمیناً) بالغ بر ۱۳/۷۹ میلیارد دلار که تقریباً برابر با درآمد سالانه ۷۷۰۰ دلار به ازای هر فرد می‌شود. در سال۲۰۰۵، تولید ناخالص ملی تا حدود ٪۹-۸ با وجود نرخ متوسط تورم حدود ٪۸، افزایش یافت. بر طبق (آمار) سازمان ملل، طی ده سال گذشته، متوسط ماهانه درآمد از ۲۰دلار آمریکا به ۲۲۵ دلار آن افزایش یافته‌است.
نرخ بیکاری، بر اساس آمار دولت بلاروس، در سال۲۰۰۵، ٪۲ بوده‌است. اما، کارشناسان خارجی معتقد بوده‌اند که نرخ واقعی آن احتمالاً از این میزان بیشتر است. موضوع بحث برانگیزتر، تصمیم این کشور به کنار گذاشتن روبل بلاروس (BYR) به نفع روبل روسیه (RUB) می‌باشد که بر طبق آژانس خبری روسیه، آژانس ایتارتاس، از ۱ژانویه ۲۰۰۸ آغاز می‌شود.
اقتصاد بلاروس تحت فشار اوضاع سیاسی داخل این جمهوری است. این فشار عمدتاً به شکل تحریم‌ها علیه این کشور یا رهبری بلاروس قابل احساس است. مثلاً، اتحادیه اروپا، قطعنامه شورای (EC) به شماره ۲۰۰۶/۷۶۵ را در۱۸ می ۲۰۰۶، تصویب نمود. این قانون موجب مسدود شدن حساب‌های رئیس‌جمهور لوکاشنکو و نیز بین ۳۰ تا ۳۵ نفر از مقامات بلند پایه بلاروس در بانک‌های خارجی می‌شود. این تحریم‌ها همچنین شامل ممنوعیت سفرهای رهبران یادشده به نقاط گوناگون می‌شود. این تحریم از سوی اتحادیه اروپا پس از زمانی اعمال شد که فراکسیون این کشور اعلام نمود که انتخابات ۱۹مارس ۲۰۰۶ فریبکارانه بوده و نیز گروه‌های مخالف در این کشور سرکوب شده‌اند.